# تولي بي
تولي بي ( تول Bi) ، أو Töle Älibekuly ((بالقازاقية: Төле би Әлібекұлы)‏) (1663-1756) كان رئيس مقاطعة باي في  كازاخستان ، وكذلك كان  مؤلف وخطيب وشاعر. ولد في مدينة جايسان (Jaysan) والتي تعرف حاليًا بمدينة شوي (Shuy) في مقاطعة أوبليس جامبيل في 1663.